# Olja Knežević
Olja Knežević (* 10. April 1968 in Podgorica) ist eine Schriftstellerin aus Montenegro.

## Leben
Nach ihrer Kindheit in Jugoslawien ging sie als Teenager zwischenzeitlich nach Kalifornien. Sie studierte englische Sprache und Literatur in Belgrad und erwarb 2008 einen Master in kreativem Schreiben vom Birkbeck College in London.
Sie hat bisher vier Romane veröffentlicht.
Ihr Roman Katharina, die Große und die Kleine ist der erste in deutscher Sprache veröffentlichte Roman einer montenegrinischen Autorin.

## Werke
- Katharina, die Große und die Kleine. Aus dem Montenegrinischen von Elvira Veselinović. eta Verlag 2022, ISBN 978-3-949249-13-6

| Personendaten    | Personendaten                     |
| ---------------- | --------------------------------- |
| NAME             | Knežević, Olja                    |
| ALTERNATIVNAMEN  | Тодоровић, Дана                   |
| KURZBESCHREIBUNG | montenegrinische Schriftstellerin |
| GEBURTSDATUM     | 10. April 1968                    |
| GEBURTSORT       | Podgorica, Montenegro             |